# Gelede bus

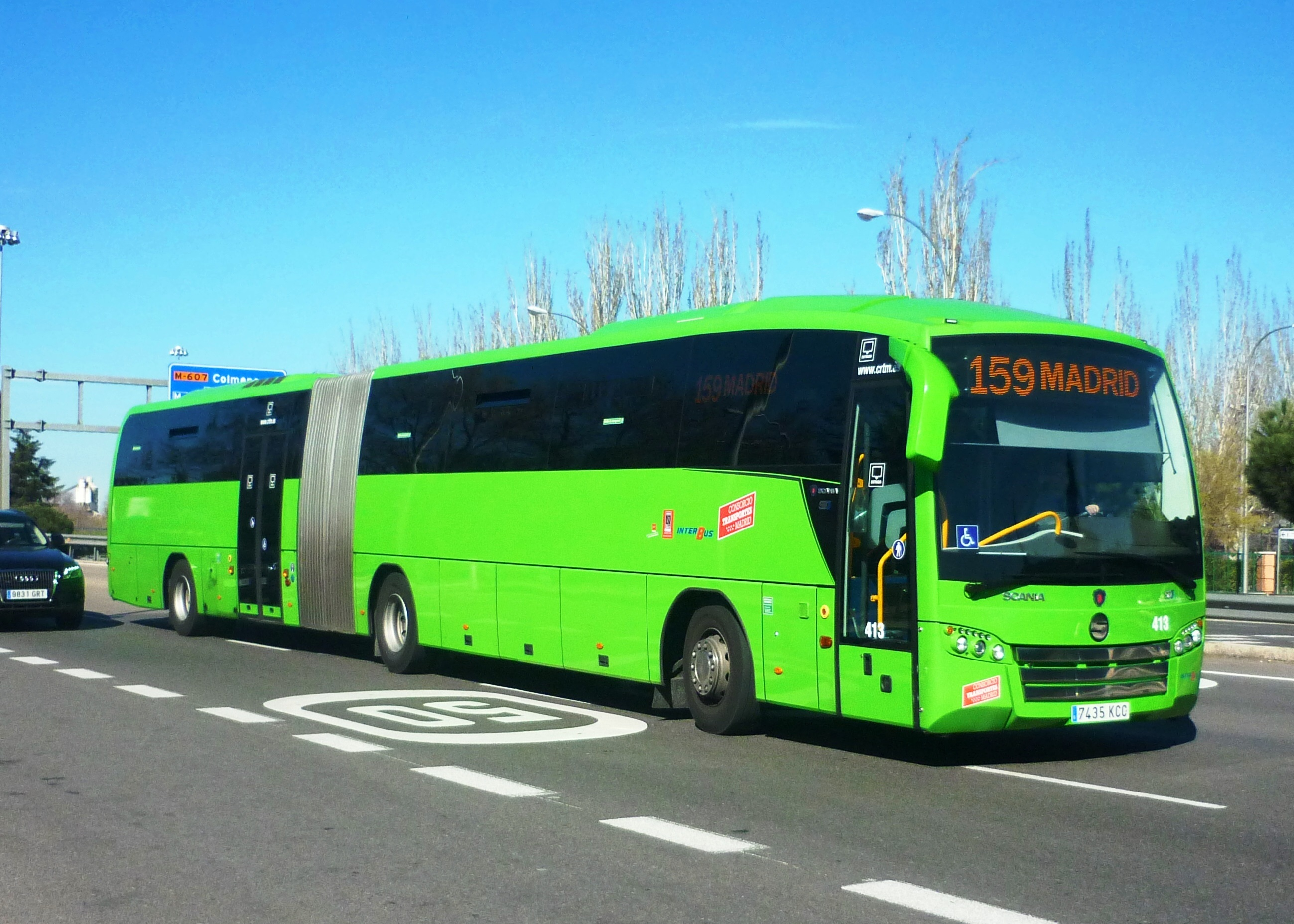
Bus voor intercity verkeer in Spanje.

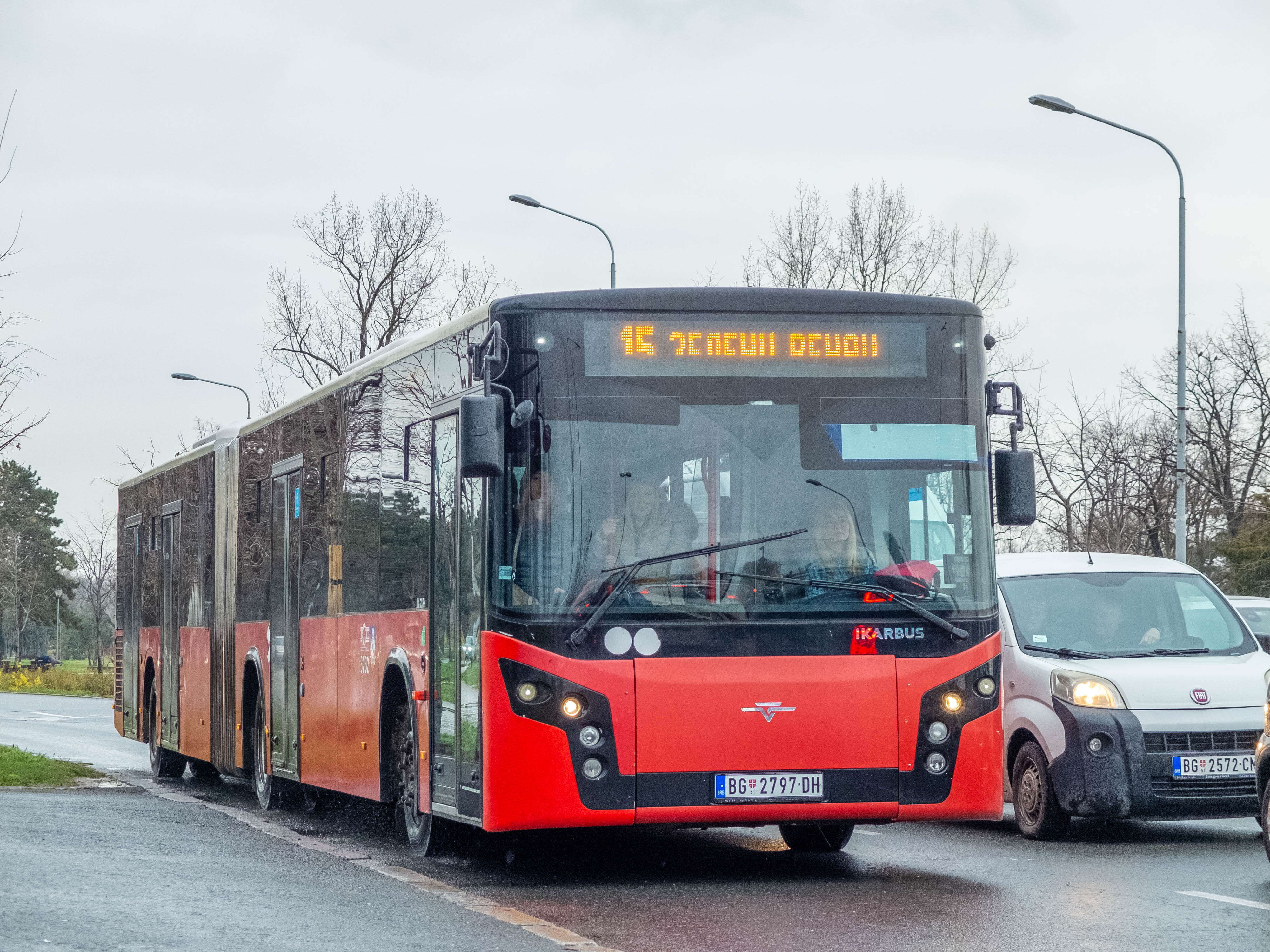
Ikarbus maakt al decennia gelede bussen.

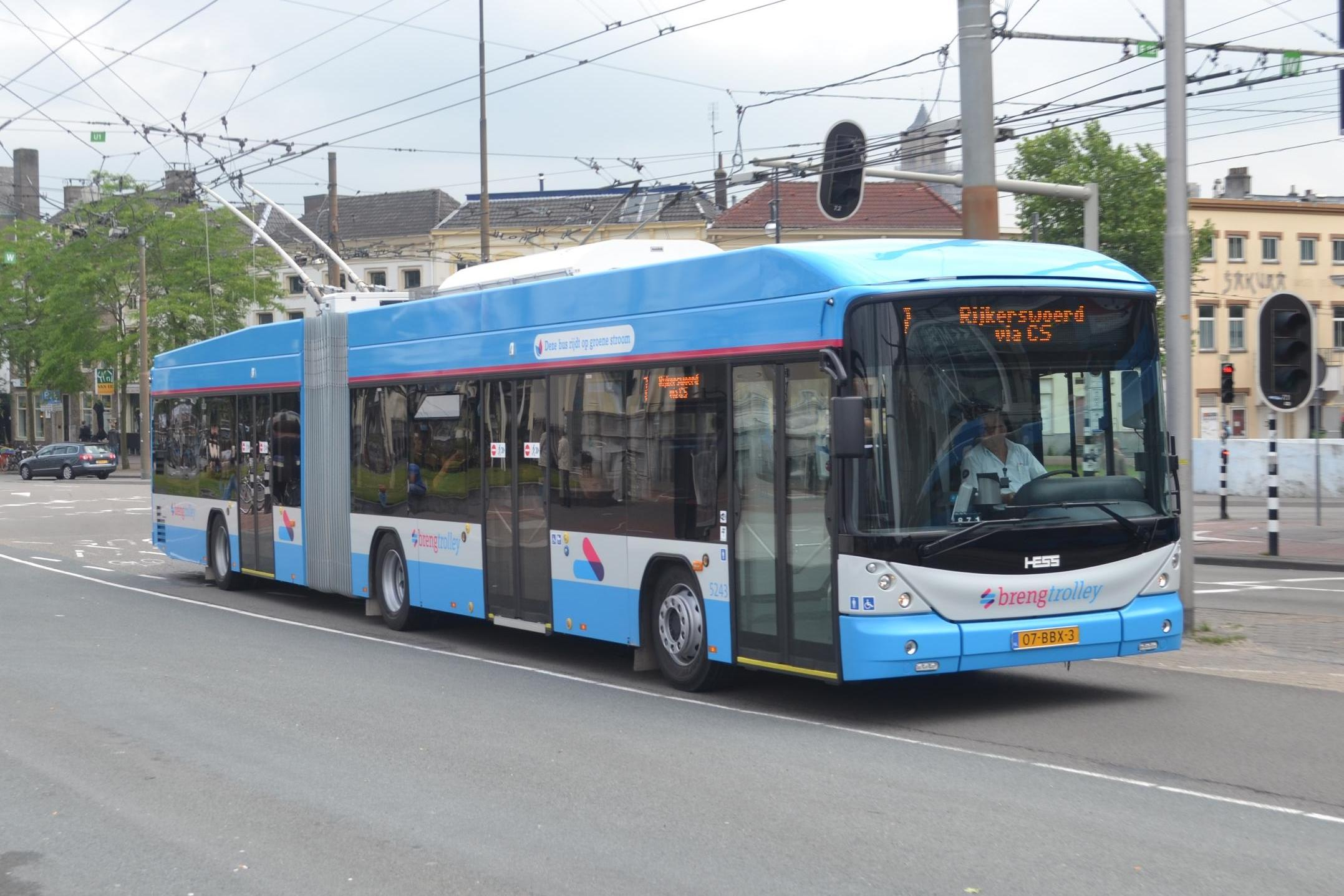
Een gelede trolleybus in Arnhem.

Een gelede bus (ook wel harmonicabus of accordeonbus genoemd) is een bus met scharnier. Gelede bussen bestaan uit twee (soms drie) delen en hebben minimaal drie assen. Tussen de twee (of drie) delen zit een vouwbalg.
Een enkelgelede bus kan zo'n 30-40% meer reizigers vervoeren dan een niet-gelede bus, met nog steeds één personeelslid, de buschauffeur, waardoor de exploitatiekosten per reiziger lager kunnen liggen. Voor het besturen van een gelede bus is in Nederland en België rijbewijs D voldoende, omdat het achterste deel niet als een aanhanger geldt. Het besturen ervan werkt wel hetzelfde als met een aanhanger.

## Kenmerken
Enkelgelede bussen hebben de motor halverwege het voorste gedeelte (aandrijving van de middelste, vaste as in het voorste deel van de bus; een zogenaamde 'puller', trekken van de 'aanhanger') of achter in het achterste gedeelte (aandrijving van de achterste as, de as in de 'aanhanger'; een zogenaamde 'pusher', duwen van de hele bus).
De achterste as kan soms onafhankelijk van de andere assen (tegen)gestuurd worden. Dit is handig in scherpe bochten en bij het manoeuvreren op het busperron. Dit kan alleen bij 'puller'aandrijving. Bij 'pusher'aandrijving kunnen de wielen van de achterste as niet (tegen)sturen. Sinds 2004 zijn er een paar enkel en dubbel gelede bussen gemaakt door APTS in Helmond, waarbij toch met een 'pusher'aandrijving de aangedreven achterste assen onafhankelijk sturen. Dit zijn de Phileasbussen waarvan er tien in Eindhoven ingezet zijn in het stadsvervoer.

## Geschiedenis van de gelede bus in Nederland

### Gelede streekbussen
Nadat er tussen 1956 en 1971 al gelede streekbussen hadden gereden bij de GTW (tien stuks), de RTM (zes) en de BBA (vier), gingen in 1976 gelede streekbussen op de lijn Zoetermeer – Den Haag rijden. Vervolgens kwamen in 1980 gelede bussen op de lijn Lelystad – Amsterdam, aangezien er toen nog geen treinen van Lelystad naar Amsterdam reden. Omdat het meestal ging om een groot aantal reizigers werd ervoor gekozen om het prototype MB(G) (G van geleed) door te zetten en deze in bedrijf te nemen op deze route.
De eerste gelede bussen, nadat de GTW er in 1971 afscheid van had genomen, kwamen bij Westnederland in dienst en waren van Mercedes-Benz met een carrosserie van Den Oudsten. Deze hadden vier bedrijfsdeuren en nog geen afgeschuinde achterzijde. De bussen voor de lijn naar Lelystad (Flevodienst) waren gebaseerd op een carrosserie van de Belgische carrosseriebouwer VDL Jonckheere. De motor werd geleverd door Volvo. De bus werd gebouwd volgens de standaard streekbusnorm, zodat eventuele reserveonderdelen makkelijk te verkrijgen waren en geen problemen zouden leveren ten opzichte van de later gekomen bussen. Het voorste gedeelte week dus niet af van een gewone streekbus uit die tijd. Het interieur en de indeling van de bus was exact hetzelfde. De aanhanger (harmonica) werd door de Duitse chassisbouwer Schenck gemaakt. De gangwissel (automaat) kwam van de Engelse fabrikant Allison. De bussen reden tot ongeveer 1996, waarna ze later verkocht werden voor particulier gebruik. In 1980 kwam nog een serie gelede bussen bij Westnederland in dienst, wederom van Mercedes-Benz maar nu met een Duitse carrosserie.
Vanaf 1982 kwamen er op grote schaal gelede bussen in dienst bij ZWN, NZH, BBA, CN en VAD. Het betrof DAF/Den Oudsten wagens met een standaardcarrosserie en bij diverse lijnen ten zuiden van Amsterdam (lijnen 67, 170, 171/172, 174) en de meeste lijnen naar Waterland en Flevoland en ten oosten van Rotterdam (93, 96 en 98) werden toen geheel geleed gereden (met open instapregime, uitgezonderd bij de VAD).
Bij de VAD kwam ook nog een serie Volvo-Jonckheere geledes en bij WN en ZWN Mercedes-Benz O405G geledes. Later kwamen er ook nog grote series Volvo/Berkhof Duvedec bussen. Behalve bij de Capelse en Krimpense WN-lijnen werden sinds 1989 de stempelautomaten verwijderd en werd het open instapregime afgeschaft.

#### Neergang
Sinds de komst van de niet-gelede vijftienmeter-bussen worden er aanmerkelijk minder gelede bussen ingezet. Uitgezonderd de Zuidtangent, Valleilijn en Q-link worden op streeklijnen vrijwel geen lijnen meer uitsluitend met gelede bussen gereden, maar worden ze hoofdzakelijk ingezet op drukke ritten. Zo reden op de lijnen ten zuiden van Amsterdam, enkele uitzonderingen op drukke ritten daargelaten, geen gelede bussen meer maar sinds de dienstregeling 2018 weer wel. Ook de lijnen 97/98 van Rotterdam naar Krimpen aan den IJssel zijn de gelede bussen, die daar sinds 1980 reden, sinds 2008 verdwenen. Sinds de komst van EBS in Waterland in december 2011 is het aantal gelede bussen daar aanzienlijk afgenomen en ze worden alleen nog op drukke ritten ingezet.
Van 12 december 2010 tot 10 december 2020 reden er op de Veluwelijn gelede bussen. Deze reden sinds de nieuwe concessie van Syntus Gelderland, opererend op de Veluwe. Ten opzichte van de Veolia-dienstregeling reden hier extra en lange gelede bussen wegens de drukke vervoersverbinding, omdat er zich geen directe spoorlijn bevindt tussen deze twee plaatsen. Deze bussen reden op de Veluwelijnen 201 t/m 204 en werden  ook op de Valleilijnen 84 en 88 gebruikt.
In de concessie Amstelland-Meerlanden werden sinds de dienstregeling 2018 door Connexxion 21 meter lange Mercedes-Benz CapaCity bussen ingezet op lijn 300 en 397, sinds 2021 weer vervangen door elektrische 18 meter wagens die sinds 2018 ook op drukke R-net-lijnen rijden.
Bij de nieuwe aanbesteding van de concessie Haaglanden streek, gewonnen door EBS, zijn vanaf 25 augustus 2019 tien nieuwe Mercedes-Benz Citaro C2 G NGT Hybrid gaan rijden. Vier bussen in de R-net kleur zijn bedoeld voor buslijn 456 en zes bussen voor andere drukke (spits)lijnen.

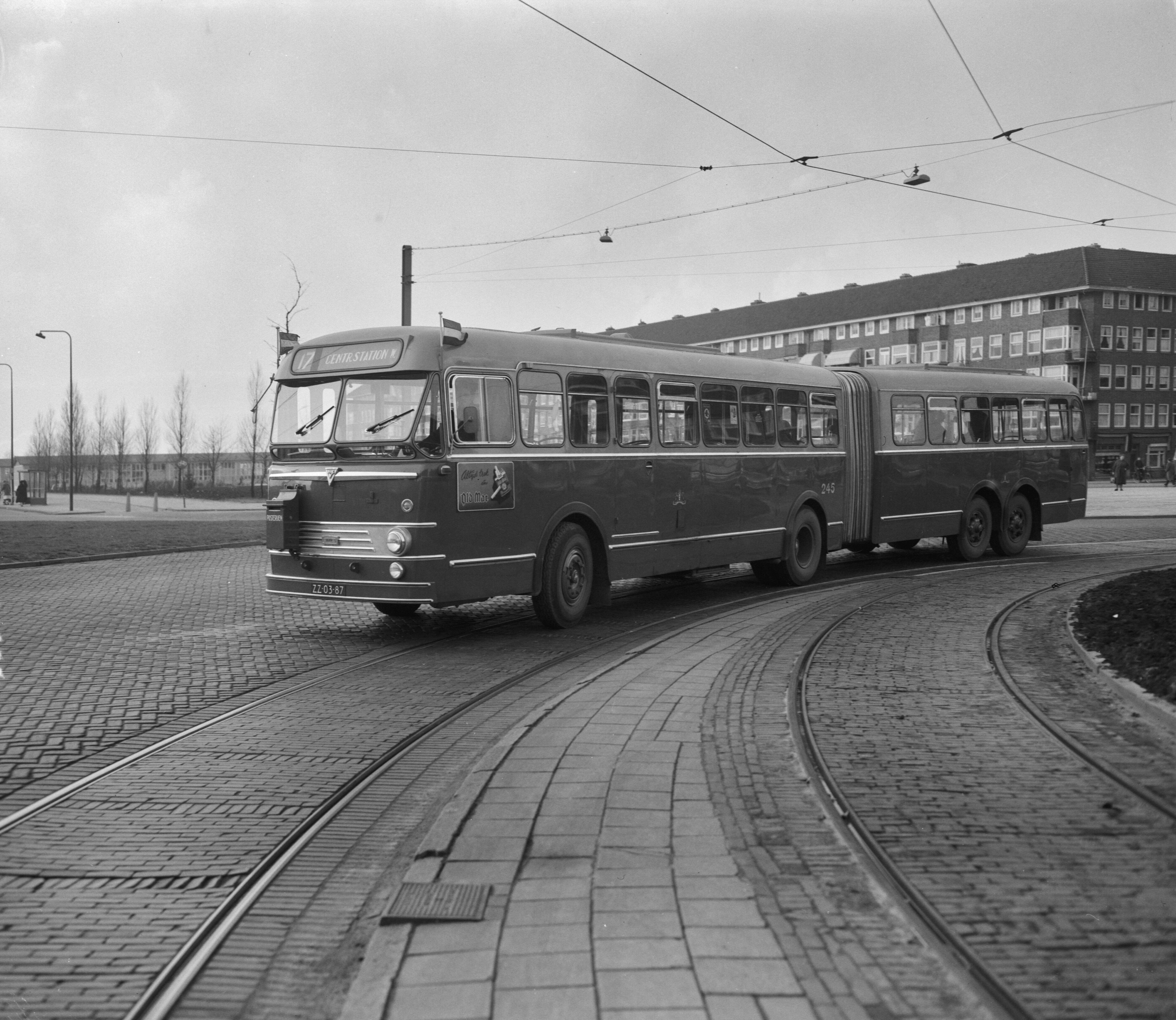
Gelede bus van het GVB met zittende conducteur achter.

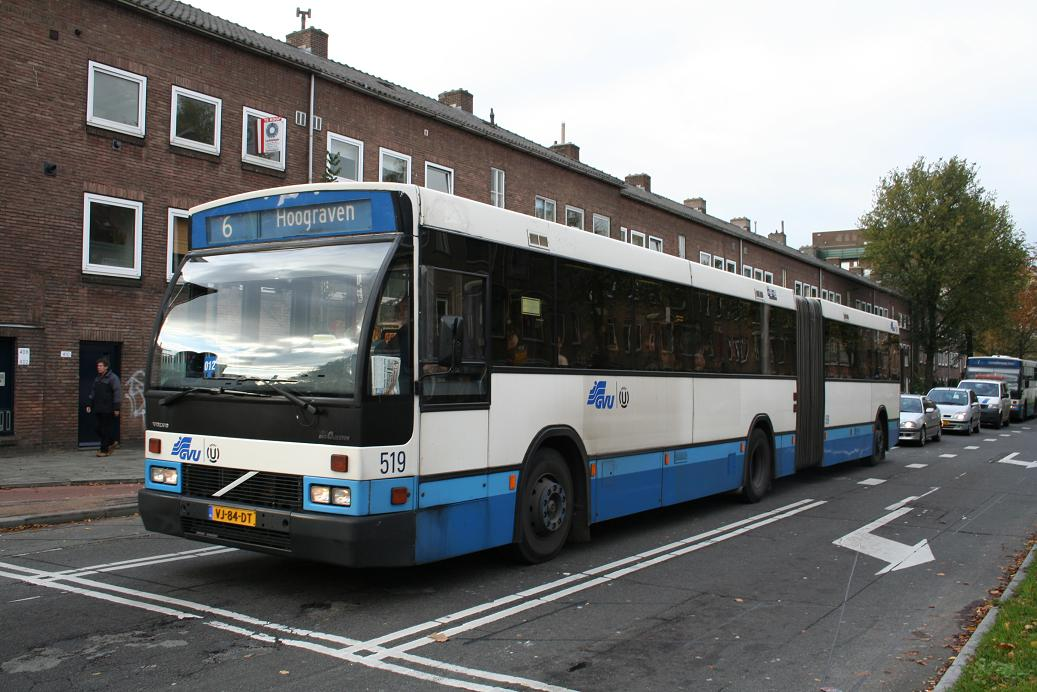
Gelede bus van de GVU.

### Gelede stadsbussen
Van 1957 tot 1975 had het GVBA een tweetal gelede bussen in dienst. Nadat deze waren afgevoerd stelde het GVB Amsterdam vanaf 1977 een serie van 25 gelede Mercedes-Benz/Hainje bussen met een aanhanger van Schenk in dienst. Vanaf 1987 kwamen er diverse vervolgseries maar nu van Volvo/Hainje(Berkhof) of Den Oudsten. Als tweede stadsvervoerder volgde de RET in 1988 en in 1989 kreeg het GVU gelede bussen. Den Haag volgde in 1997. Ook in diverse andere steden kwamen gelede bussen te rijden.

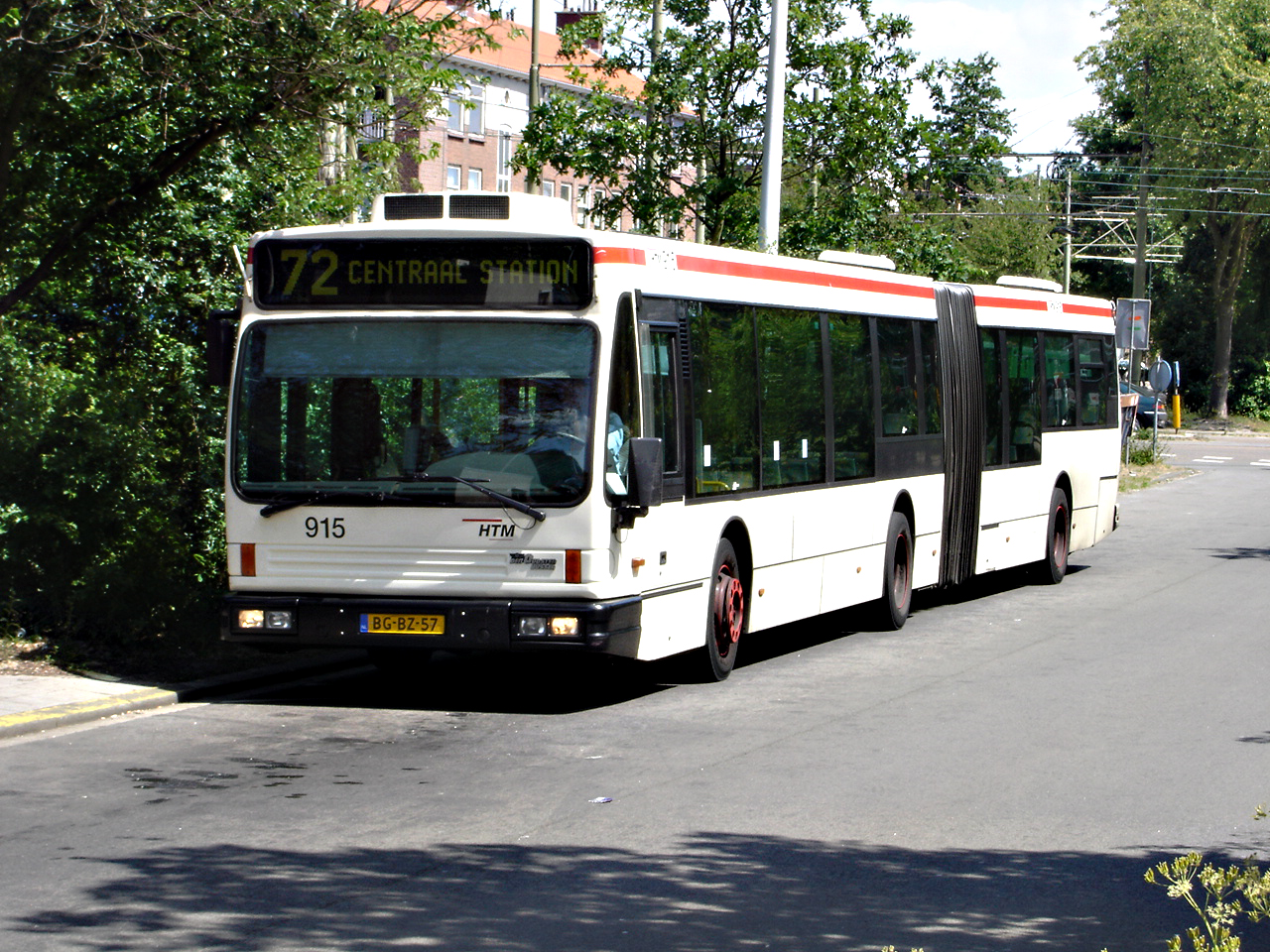
Gelede bus van de HTM.

Bij het stadsvervoer worden in Amsterdam, Den Haag, Utrecht, Groningen, Eindhoven, Nijmegen en Arnhem gelede bussen (Arnhem: trolleybussen) in grote aantallen ingezet. In Rotterdam zijn ze verdwenen. In diverse andere steden rijden gelede stadsbussen vooral op drukke ritten.
In Eindhoven werden door Hermes de gelede Phileasbussen ingezet op de lijnen 400 (sneldienst) en 401 (Eindhoven – Meerhoven – Eindhoven Airport). De Phileas werd op 5 september 2004 op beide lijnen in gebruik genomen. Per dienstregeling 2017 zijn de Phileas bussen buiten dienst gegaan en vervangen door nieuwe achttien meter elektrische VDL-SLFA-bussen.

## Dubbelgelede bus

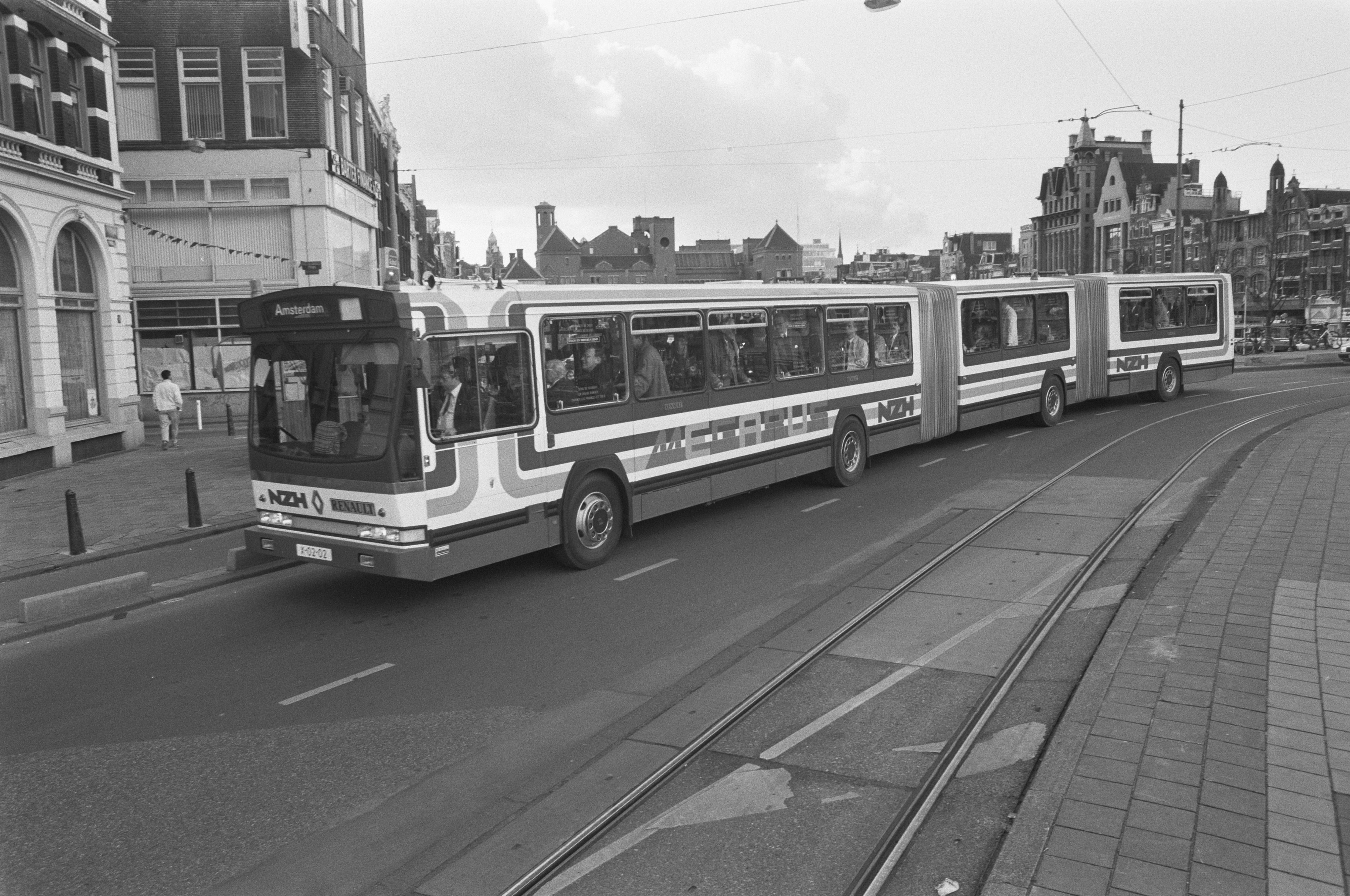
Proefbus van Renault bij NZH in 1988.

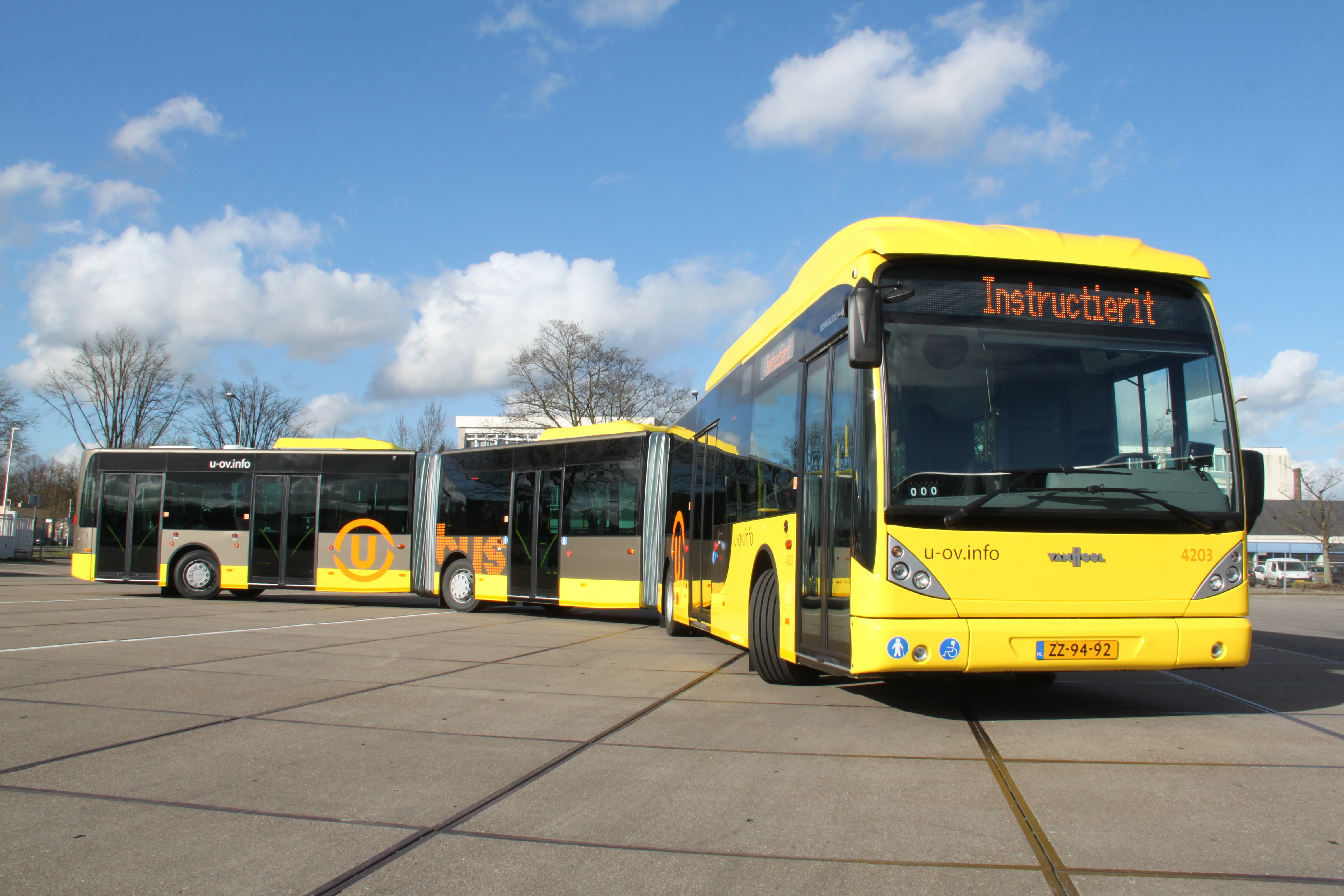
Dubbelgelede bus in Utrecht.

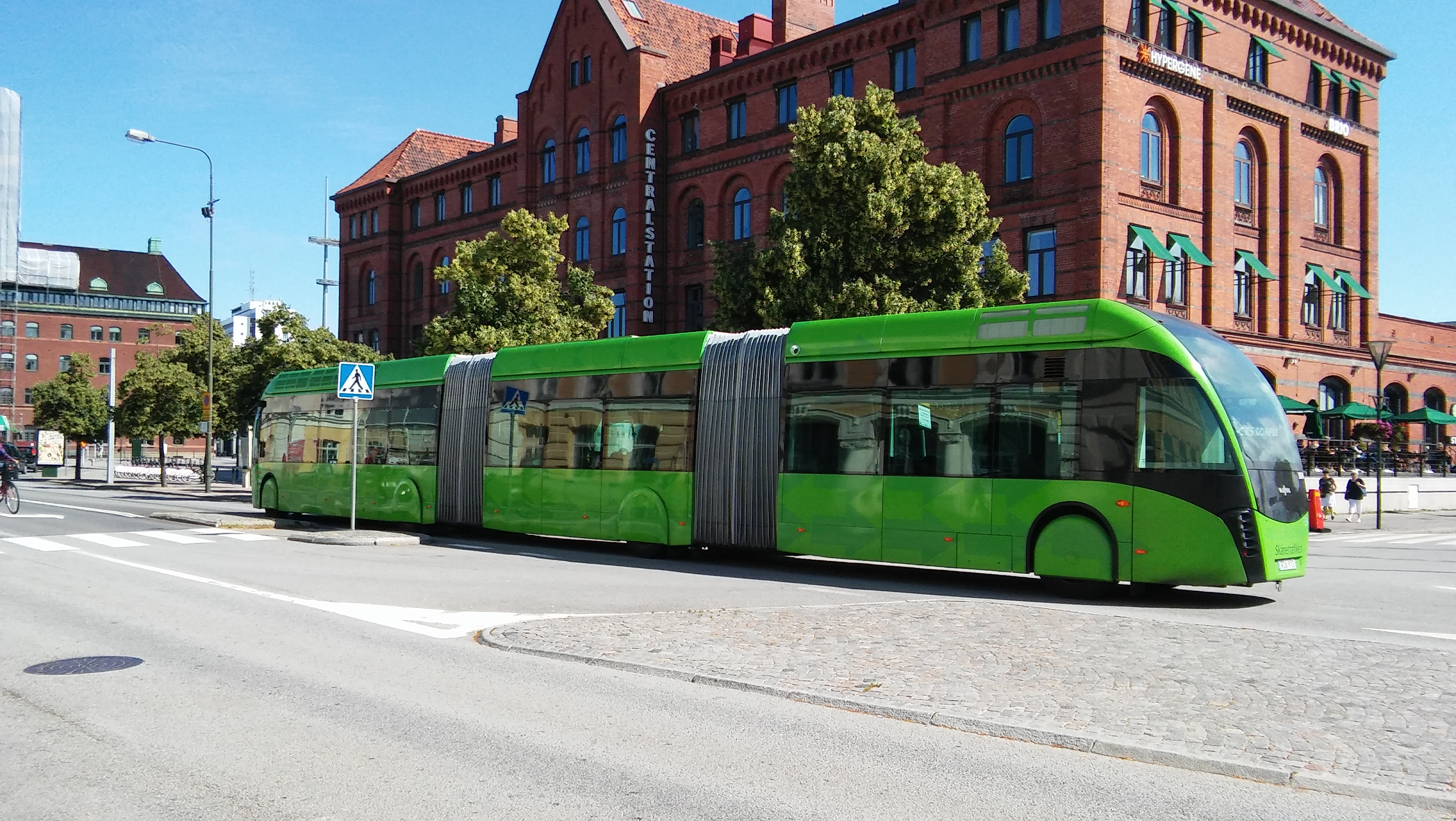
Bus in Malmö (MalmöExpressen).

In 1985 kwam Renault Heuliez met de Mégabus, een dubbelgelede bus met een capaciteit van 200 personen. Bij de NZH te Haarlem heeft een demo gereden en maakte een proefrit tussen Purmerend en Amsterdam.
In Utrecht zette het vervoerbedrijf GVU sinds 2002 dubbelgelede bussen in op de lijnen 11, 12, 12s, 31 naar De Uithof en op lijn 28 in de avonduren. Deze Van Hool AGG300-bussen bestonden uit drie delen (aantal assen respectievelijk twee, één, één, in totaal vier) en zijn bijna 25 meter lang (24,785 m). Deze bussen van het GVU uit de serie 901–927 (na overname GVU door Connexxion 4901-4927) waren de eerste en destijds de enige dubbelgelede bussen die in Nederland in de lijndienst reden. In de dienstregeling 2025 zet Qbuzz als enige bedrijf in Nederland dubbelgelede bussen in op U-link lijn 28 waarvan na het uitbranden van tien van de zeventien exemplaren begin 2023 er nog zes resteren voor de dienst.
In Groningen zette Qbuzz sinds augustus 2014 dubbelgelede bussen in van het type Hess lighTram op lijn 11 tussen van het Hoofdstation via Zernike naar Zuidhorn. Deze bussen verhuisden later naar Utrecht, daar versterken ze de andere dubbelgelede bussen.
Van de Phileas, die ook in Eindhoven werd ingezet, was er ook een dubbelgelede versie. Van dit type hebben twee (demo)voertuigen bestaan, waarvan er één in Israël is ingezet in de commerciële dienst.
Dubbelgelede bussen rijden in Nederland op een aparte vergunning: ze zijn officieel nog niet toegelaten op de openbare weg en mogen zich dan ook niet buiten hun route of vervoersgebied begeven.

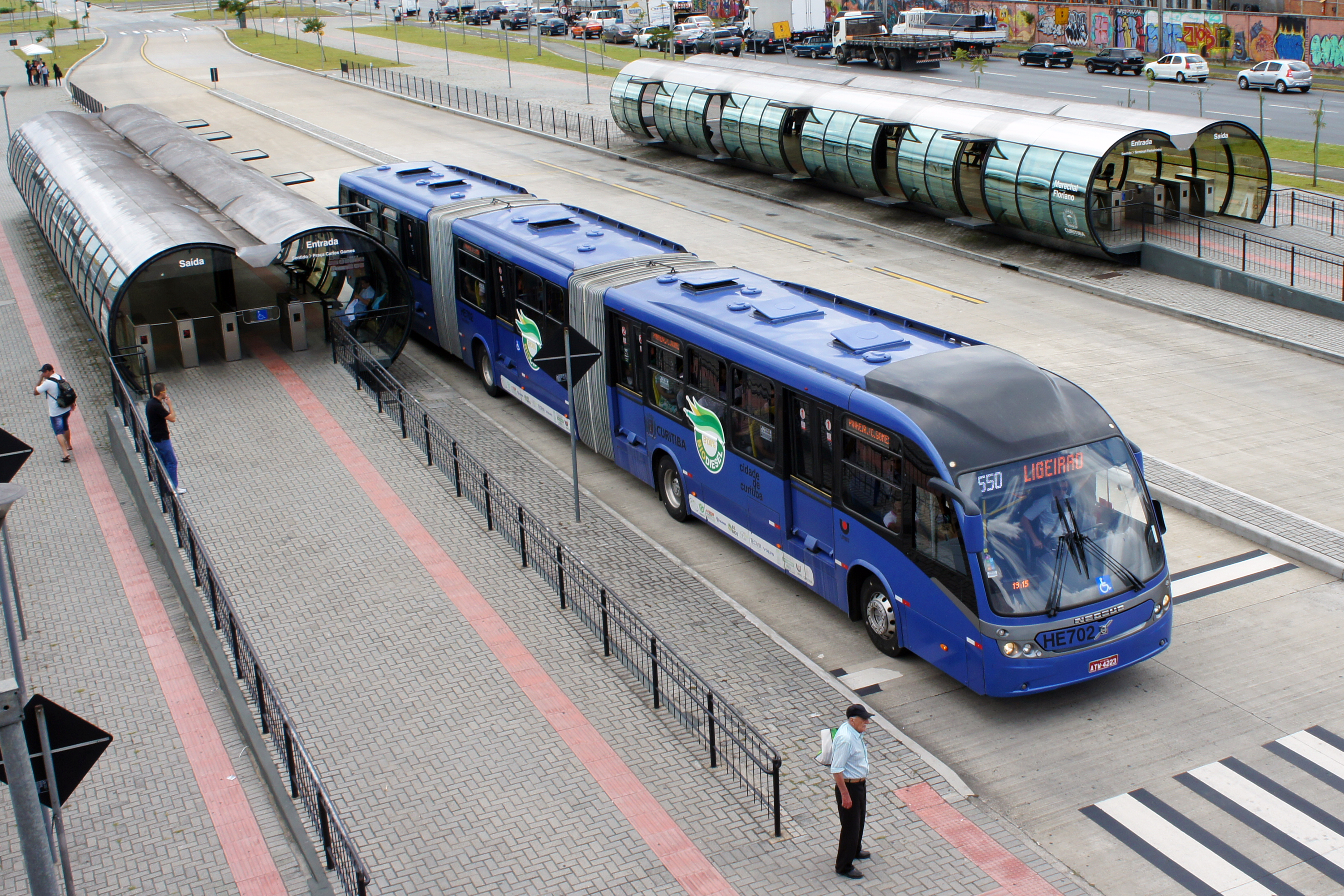
Bushalte in Curitiba met dubbelgelede bus.

### Buiten Nederland
In de Braziliaanse stad Curitiba worden op grote schaal dubbelgelede bussen ingezet. In Bordeaux hebben dubbelgelede bussen gereden en in Hamburg werden ze van 2005-2018 op de drukke lijn 5 ingezet.

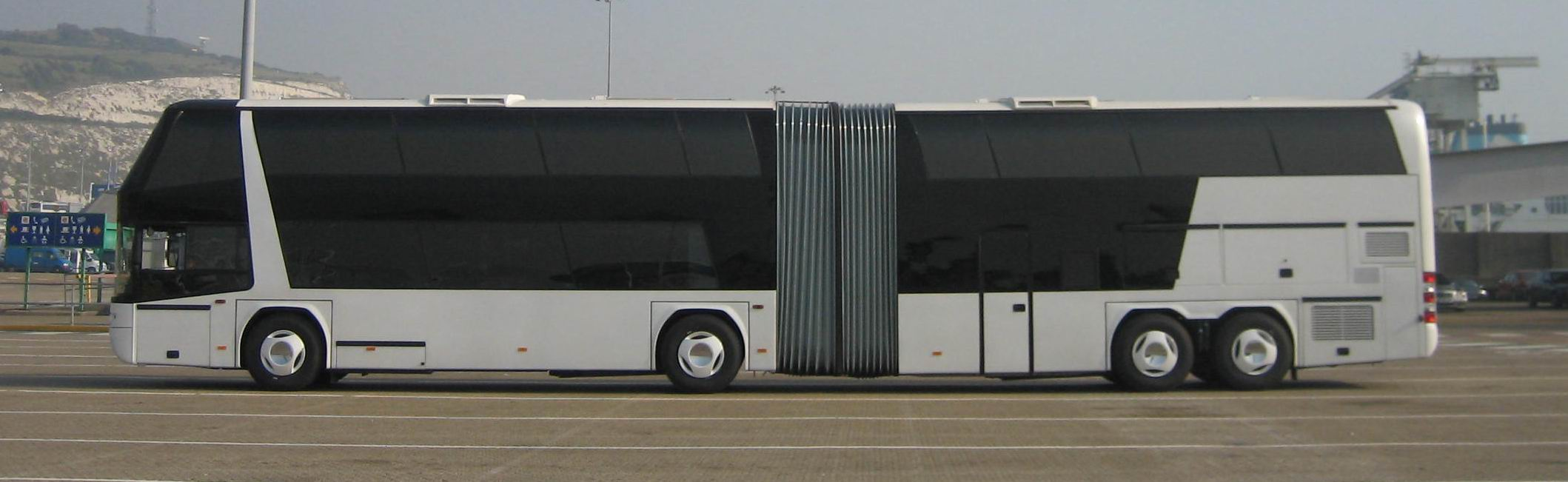
Neoplan Jumbocruiser, een dubbeldeks gelede bus.

Er bestaan ook dubbeldeks gelede bussen, meestal als touringcar, onder meer de Neoplan Jumbocruiser.
De AutoTram Extra Grand heeft vijf assen (per deel respectievelijk twee, twee, één) en is 30 meter lang.
In China is een dubbelgeledebus gepresenteerd die zonder bestuurder kan rijden door speciaal op het wegdek aangebrachte strepen te volgen.